# 奥屋敷古墳群
奥屋敷古墳群（おくやしきこふんぐん）は、静岡県焼津市関方に所在する古墳時代終末期（7世紀）の古墳群。六鈴鏡が出土したことで知られる。

## 概要
志太平野北部にそびえる高草山の山麓に位置し、当地に所在する「猪之谷（いいのや）神社」境内（焼津市関方413）を含む範囲に3基が所在する。

### 奥屋敷1号墳（猪之谷神社古墳）
1号墳は、猪之谷神社境内に所在し横穴式石室の玄室奥側部分が残存している。石室からは、江戸時代の1857年（安政4年）に銅鏡の縁に6個の鈴が付く「六鈴鏡」が出土した。鏡自体の製作年代は文様などから5世紀末～6世紀前半と考えられるが、古墳の築造年代は7世紀代と考えられるため、古墳時代当時からこの鏡が伝世品として大切に扱われていたことが示唆されるという。
鏡は1966年（昭和41年）9月21日に市の文化財に指定され、焼津市歴史民俗資料館に所蔵された。

## 註釈
1. ↑  「猪之谷神社」（静岡県神社庁）
2. 1 2  焼津市教育委員会 2018 pp.4
3. ↑  焼津市歴史民俗資料館 2000 pp.1
4. ↑  『猪之谷神社の六鈴鏡』（焼津市）